# Carl Edwin Wieman
Carl Edwin Wieman, ameriški fizik, * 26. marec 1951, Corvallis, Oregon, ZDA.
Wieman je leta 2001 skupaj s Cornellom in Ketterlom prejel Nobelovo nagrado za fiziko »za doseženo Bose-Einsteinovo kondenzacijo v razredčenih plinih alkalnih atomov, ter za zgodnje osnovne raziskave značilnosti kondenzatov«.